# Manuel Gulde
Manuel Gulde (* 12. Februar 1991 in Mannheim) ist ein deutscher ehemaliger Fußballspieler, der u. a. neun Spielzeiten beim SC Freiburg unter Vertrag stand.

## Karriere

### Vereine
Der Abwehrspieler begann seine Karriere beim SC Pfingstberg-Hochstätt und wechselte dann zum VfL Neckarau. Gemeinsam mit Pascal Groß und Marco Terrazzino wechselte er 2007 zur TSG 1899 Hoffenheim, wo er 2008 mit der B-Jugend (U-17) deutscher Meister wurde. In den folgenden eineinhalb Jahren erlitt Manuel Gulde zwei Mittelfußbrüche und fiel insgesamt über elf Monate aus. Am 24. Januar 2010 kam er für Hoffenheim zu seinem ersten Bundesligaeinsatz, als er beim Spiel gegen Bayer Leverkusen in der 75. Minute für Carlos Eduardo eingewechselt wurde. Beim Spiel gegen Borussia Mönchengladbach am 19. Februar 2010 stand Gulde erstmals in der Startaufstellung.
Im Februar 2011 verlängerte Manuel Gulde seinen Vertrag bei den Kraichgauern um zwei Jahre bis Juni 2013. Im Sommer 2012 wechselte Gulde zum SC Paderborn 07, bei dem er einen Einjahresvertrag bis zum 30. Juni 2013 mit Option auf eine weitere Spielzeit unterschrieb. Am 5. Spieltag debütierte er im Spiel bei Erzgebirge Aue.
In der Sommerpause 2013 wechselte Gulde zum Zweitliga-Aufsteiger Karlsruher SC. Er unterzeichnete einen bis 2015 datierten Vertrag. Nach erneuten Rückschlägen spielte er für den Verein erstmals am 20. Dezember 2013 einige Sekunden beim 2:0-Sieg beim FC St. Pauli. Seinen ersten Treffer für Karlsruhe erzielte er am 23. August 2014, dem 3. Spieltag der Saison 2014/15, beim 0:2-Auswärtssieg gegen Fortuna Düsseldorf.
Zur Saison 2016/17 wechselte Gulde in die Fußball-Bundesliga zum Aufsteiger SC Freiburg. Dort erzielte er bei der 1:2-Auswärtsniederlage gegen Hannover 96 am 10. Februar 2018 (22. Spieltag) seinen ersten Bundesligatreffer.
Im Mai 2025 kündigte Gulde an, seine Karriere zum Saisonende 2024/25 zu beenden.

### Nationalmannschaft
Gulde durchlief alle Jugendnationalmannschaften von der U16 bis zur U20. 2008 wurde er vom DFB mit der Fritz-Walter-Medaille als bester Nachwuchsspieler der Altersklasse U17 ausgezeichnet.

## Erfolge
TSG 1899 Hoffenheim
- Deutscher B-Jugend-Meister: 2008
- Deutscher A-Jugend-Pokalsieger: 2010